# Лунгу Семен Мефодійович
Лунгу Семен Мефодійович (7 березня 1923 року — ?) — бригадир колгоспу імені Леніна Суворовського району Молдавської РСР, Депутат Верховного Ради Молдавської РСР 6—7-го скликань, Депутат  Верховної Ради СРСР 9-го і 10-го скликання, Герой Соціалістичної Праці, Лауреат Державної премії МССР.

## Біографія
Народився 7 березня 1923 року в с. Раскаєці  Суворовського району Молдови.
Закінчив курси трактористів (1941). З 1944 року — бригадир тракторної  бригади МТС.  
В 1948—1954 голова колгоспу ім. Леніна, с. Карагасани Суворовського району Молдавської  РСР.
Проживав  у Суворовському (з грудня 1991 року — Штефан-Водському) районі (Молдова).
З 1955 року, після об'єднання кількох господарств — бригадир тракторної бригади колгоспу імені Леніна Суворовського району.  
Один із перших послідовників   Гіталова О.В.  Почав  обробляти поля, закріплені за його бригадою, за новою технологією, повністю відмовився від ручної праці.
Одержував  врожайність, ц/га: кукурудзи — 47 (400 га), зернових — 34 (800 га), соняшника — 18 (550 га).
1960—67 рр. у середньому врожай зернових склав по 33,6 ц з 1 га на площі 832 га, урожай кукурузи по 47,5 ц з 1 га (при середній врожайності в районі 25 ц). 
1965—67 р. врожай соняшника  склали по 18 ц з 1 га на площі 552 га (при середній врожайності в районі 14,8 ц).
У 1969 р. - врожай озимої пшениці в бригаді складав (в ц з 1 га)— 33,6, в 1970 р.—37,4, в 1971 р. — 43,6 (на площі 480 га).
З вересня 1970 - очолює бригаду високої культури землеробства.
З 1974 року — бригадир бригади комплексної  механізації  та електрифікації сільського господарства Ради колгоспів Суворовського району Молдавської РСР.
З 1985 р. викладач в Суворовського  СПТУ-63
Депутат  Верховної Ради СРСР 9-го (з 1974р) і 10-го скликання  ( 4 березня 1979 по 1984 роки)

## Нагороди
Указом Президії Верховної Ради СРСР від 23 червня 1966 року за успіхи, досягнуті в збільшенні виробництва і заготівлі пшениці, кукурудзи, інших зернових і кормових культур, присвоєно Героя Соціалістичної Праці.
Лауреат Державної премії МССР.  
Нагороджений двома орденами Леніна,
Орденами Жовтневої революцїї
Трудового Червоного прапора
«Знак Пошани» 
Автор книги «Высокие урожаи без затрат ручного труда» (Кишинів, 1965).